# Cheraw (Carolina del Sur)

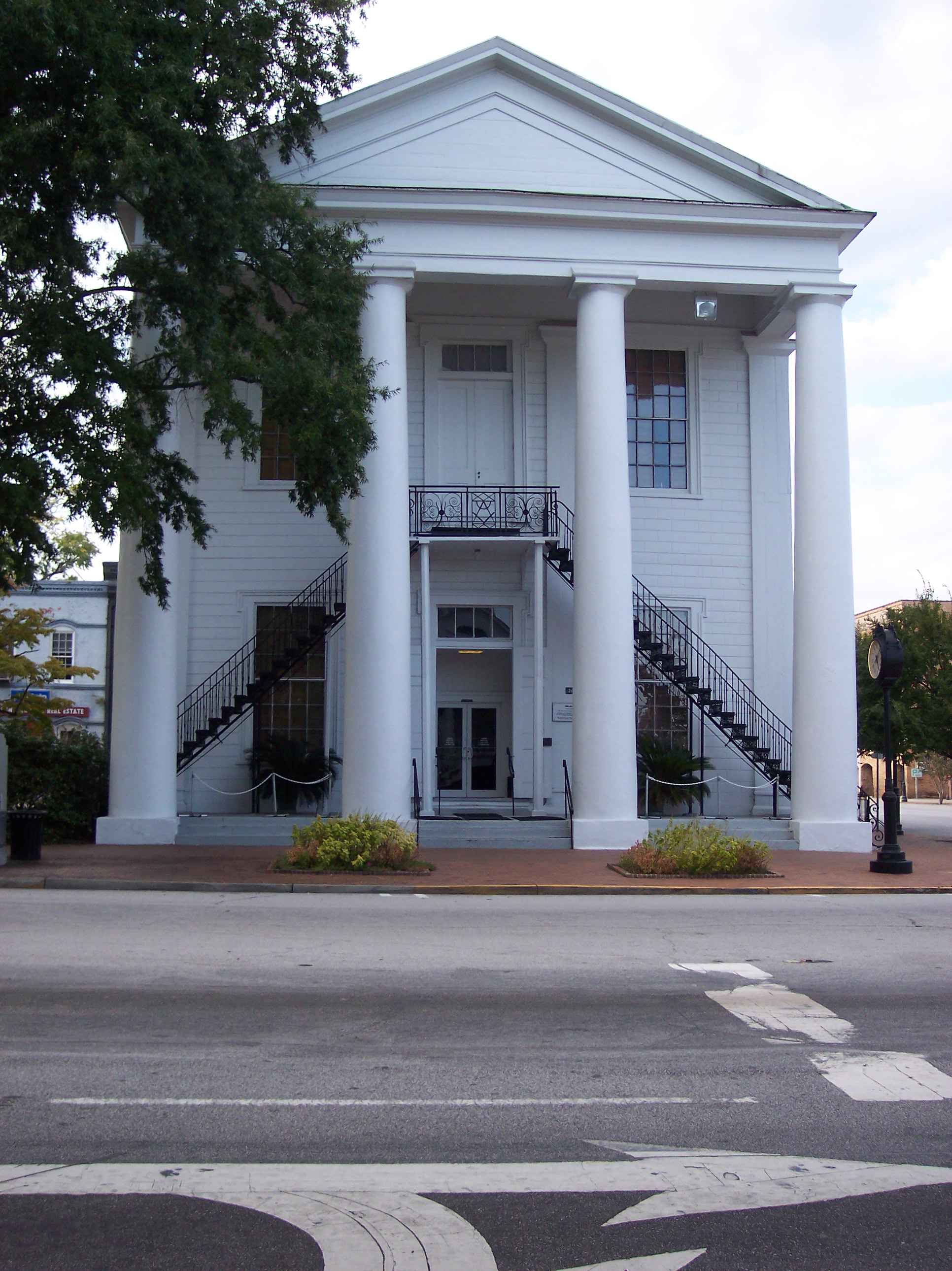
Histórico del Ayuntamiento en el centro de Cheraw.

Cheraw es un pueblo ubicado en el Condado de Chesterfield en el estado estadounidense de Carolina del Sur. El pueblo en el año 2000 tiene una población de 5524 habitantes en una superficie de 12 km², con una densidad poblacional de 462 personas por km².  Se encuentra a orillas del río Pee Dee, al norte del estado, cerca del límite con Carolina del Norte. En esta localidad nació en 1917 el trompetista de jazz Dizzy Gillespie. Su eslogan oficial es: "La ciudad más linda de Dixie".

## Geografía
Cheraw se encuentra ubicado en las coordenadas 34°41′48″N 79°53′42″O / 34.69667, -79.89500. Según la Oficina del Censo, el pueblo tiene un área total de 12 km² (4,6 mi²), de la cual 11,9 km² (4,6 mi²) es tierra y 0,1 km² (0 mi²) (0.65%) es agua.

## Demografía
En el 2000 la renta per cápita promedia del hogar era de $21.897, y el ingreso promedio para una familia era de $31.136. El ingreso per cápita para la localidad era de $13.801. En 2000 los hombres tenían un ingreso per cápita de $27.405 contra $22.003 para las mujeres. Alrededor del 32.10% de la población estaba bajo el umbral de pobreza nacional. 
Cheraw es el centro de un cluster urbano con una población total de 9.069 (censo 2000).